# Günter Weitkuhn
Günter Weitkuhn (* 27. April 1925) ist ein ehemaliger deutscher Fußballspieler und Fußballtrainer. Er spielte für Stahl Thale, Turbine Halle und den VfL Wolfsburg in der jeweiligen ersten Liga. Später betätigte er sich als Trainer.

## Fußballlaufbahn

### Fußballspieler
Weitkuhn begann seine Fußballlaufbahn in der kleinen Harzstadt Thale. Am 7. Mai 1950 wurde er mit der BSG Eisenhüttenwerk Thale nach einem 3:1-Sieg über die BSG Hydrierwerk Zeitz Fußballmeister von Sachsen-Anhalt. In den anschließenden Qualifikationsspielen für die DDR-Oberliga erkämpfte Thale einen dritten Platz und erreichte damit den Aufstieg. Die Mannschaft um Stürmer Weitkuhn, die inzwischen als BSG Stahl Thale antrat, sicherte sich in ihrer ersten Oberligasaison souverän den Klassenerhalt. Außerdem gewann sie überraschend den DDR-Fußballpokal. Beim 4:0-Sieg über den Vizemeister Turbine Erfurt stand Weitkuhn als Rechtsaußenstürmer in der Mannschaft und schoss bereits in der 1. Minute das 1:0. Weitkuhn spielte bis 1953 mit Thale in der Oberliga und bestritt 65 der insgesamt 102 Punktspiele. Mit 20 Toren ist er hinter Werner Oberländer (38 Tore) Thales zweitbester Oberligatorschütze. Für die Saison 1953/54 verpflichtete der Oberligist Turbine Halle den erfolgreichen Stürmer. Weitkuhn wurde jedoch nur in 12 der 28 Oberligaspiele eingesetzt und kam nur auf drei Tore. Nach dem Saisonende kehrte er wieder zur BSG Stahl Thale zurück, die gerade aus der Oberliga abgestiegen war. 1954/55 spielte Weitkuhn daraufhin in der zweitklassigen DDR-Liga. Als die BSG Stahl nach einem Jahr erneut absteigen musste, verließ Weitkuhn im Sommer 1955 Thale und die DDR und schloss sich dem niedersächsischen Oberligisten VfL Wolfsburg an. Hier spielte er zunächst in der Amateurmannschaft, danach als Vertragsspieler in der Oberliga Nord, eine der fünf höchsten DFB-Spielklassen. Als der VfL 1959 abstieg, kehrte Weitkuhn in die DDR zurück und beendete bei der BSG Motor Zeulenroda in der fünften Spielklasse seine Laufbahn als aktiver Fußballspieler.

### Trainer
Nach dem Ende seiner aktiven Laufbahn arbeitete Weitkuhn als Fußballtrainer. 1962 führte er die BSG Turbine Magdeburg aus der drittklassigen Bezirksliga Magdeburg in die DDR-Liga, die bis 1965 gehalten werden konnte. In der Hinrunde der Saison 1965/66 stand der 1. FC Magdeburg auf einem Abstiegsplatz und entließ daraufhin seinen Trainer Ernst Kümmel. Als Nachfolger wurde der Trainer des Bezirksligisten Turbine Magdeburg Weitkuhn verpflichtet. Dieser konnte jedoch den Abstieg nicht verhindern und wurde nach nur sechs Monaten durch den später erfolgreichen Heinz Krügel ersetzt. Daraufhin übernahm Weitkuhn das Training des Bezirksligisten (3. Spielklasse) Chemie Premnitz. Diese Mannschaft führte er bereits in seinem ersten Jahr in die DDR-Liga, die als Neuling in der Saison 1967/68 einen achtbaren 8. Platz erreichte. Ein Jahr später musste Premnitz jedoch als abgeschlagener Tabellenletzter wieder absteigen, Weitkuhn blieb aber in Premnitz bis zum Ende der Saison 1969/70. 1980 kehrte Weitkuhn noch einmal in die DDR-Liga als Trainer von Lok Stendal zurück. Er konnte die Mannschaft zwar vom 7. auf den 5. Platz verbessern, musste jedoch nach einem Jahr wieder gehen. Anschließend wurde Weitkuhn für ein Jahr Trainer beim Bezirksligisten Empor Tangermünde. Er führte die Mannschaft in das Endspiel um den Bezirksfußballpokal, das jedoch mit 1:3 gegen Chemie Schönebeck verloren wurde. Zum Saisonende wurde Weitkuhn von Reiner Wiedemann abgelöst.